# CENELEC

Aangesloten landen CENELEC

CENELEC (Frans: Comité Européen de Normalisation Electrotechnique) is een standaardiseringcomité voor elektrotechnische standaarden.
CENELEC is verantwoordelijk voor Europese standaardisering in het domein van de elektrotechniek. Samen met de ETSI (telecommunicatie) en CEN (andere technische domeinen) vormt CENELEC het Europese systeem voor technische standaarden.
CENELEC is opgericht in 1973. Daarvoor waren twee organisaties verantwoordelijk voor elektrotechnische standaarden: CENELCOM en CENEL. CENELEC is een Belgische vzw gevestigd in Brussel. De leden zijn de nationale elektrotechnische standaardiseringcomités van de meeste Europese landen.
De huidige leden van CENELEC zijn: Oostenrijk, België, Cyprus, Tsjechië, Denemarken, Estland, Finland, Frankrijk, Duitsland, Griekenland, Hongarije, IJsland, Ierland, Italië, Letland, Litouwen, Luxemburg, Malta, Nederland, Noorwegen, Polen, Portugal, Spanje, Slowakije, Slovenië, Zweden, Zwitserland en het Verenigd Koninkrijk.
De landen Albanië, Bosnië en Herzegovina, Bulgarije, Kroatië, Roemenië, Turkije en Oekraïne zijn 'affiliate members' met zicht op volwaardig lidmaatschap.
Hoewel CENELEC nauw samenwerkt met de Europese Unie, is het geen EU-instelling.